# Rhynchoconger
Rhynchoconger è un genere di pesci marini appartenenti alla famiglia Congridae.

## Distribuzione e habitat
Questo genere è presente in tutti i mari tropicali e subtropicali. Un esemplare di R. trewavasae, in seguito alla migrazione lessepsiana, è stato pescato nel 1993 nel mar Mediterraneo, lungo le coste israeliane
Sono animali tipici dei fondali fangosi nei piani circalitorale e infralitorale profondo ma alcune specie possono trovarsi a diverse centinaia di metri nel piano batiale.

## Descrizione
R. flavus raggiunge i 150 cm ed è la specie di maggiori dimensioni. Le altre specie del genere di solito non raggiungono il metro e la taglia comune è di qualche decina di centimetri.

## Tassonomia
Il genere comprende 7 specie:
- Rhynchoconger ectenurus
- Rhynchoconger flavus
- Rhynchoconger gracilior
- Rhynchoconger guppyi
- Rhynchoconger nitens
- Rhynchoconger squaliceps
- Rhynchoconger trewavasae